# ميشيل بيرنستاين (طاهية)
ميشيل بيرنستاين (بالإنجليزية: Michelle Bernstein)‏ هي طاهية أمريكية، ولدت في 19 يناير 1969 في ميامي في الولايات المتحدة.